# Jurandir Salvarani
Jurandir Salvarani (Santo André, 12 de fevereiro de 1947) é um advogado e político brasileiro que foi prefeito e vereador do município de Itapevi.

## Biografia

### Eleição municipal de 1976
Salvarani foi eleito prefeito, com uma pequena diferença de votos sobre o segundo colocado, Silas de Oliveira, ambos do MDB. Naquele pleito, a Arena obteve resultados decepcionantes, com seus candidatos somados não atingindo a metade dos votos de Salvarani. O resultado também foi favorável ao MDB na câmara municipal, com o partido elegendo nove dos treze vereadores. Apesar da esmagadora vitória do MDB, Salvarani mais tarde passou a apoiar o governador Maluf, do PDS (ex- Arena).

### Prefeito de Itapevi (1ª Gestão)
O primeiro mandato foi conturbado com Salvarani enfrentando dois processos de cassação, o primeiro em 1976 com uma suposta acusação de racismo a um candidato   e o segundo em 1979. No fim, foi absolvido em ambos. Apesar de possuir a maior bancada (nove dos treze vereadores eram do partido de Salvarani, o MDB), a relação entre Salvarani e o legislativo foi conflituosa durante todo o seu mandato, com denúncias de corrupção ao prefeito levadas à câmara tendo seus requerimentos aprovados por unanimidade.
Em 1978, cansados de esperar ações da prefeitura, dezenas de moradores da Vila Santa Rita apoiados pelo vereador Cid de Oliveira realizaram um mutirão de limpeza da Estrada Julio Ribeiro. Naquele mesmo ano, a prefeitura de São Paulo desativou a pedreira de sua propriedade existente em Itapevi desde a década de 1930 e dispensou seus funcionários. A desativação causou prejuízos para a economia local. Apesar de promessas de doação da área para a prefeitura de Itapevi implantar um parque em seu lugar, dez anos depois a área continuava abandonada e esquecida pelas autoridades municipais e estaduais.
Um dos vereadores da bancada do MDB, Luiz Orlando de Almeida, acusou o prefeito Salvarani de perseguição política aos críticos de sua gestão. Mais tarde, em junho de 1979, Almeida foi indiciado por extorsão a um comerciante, proprietário de um restaurante em construção na cidade, por conta do pedido de aprovação do alvará de funcionamento do estabelecimento.
Salvarani (que chegou a ser apontado como testemunha de acusação) acabou envolvido no escândalo, sofrendo o seu segundo pedido de cassação, no qual acabou inocentado.
Em 1980 a proposta de ampliação do salário do funcionalismo foi considerada baixa pelos funcionários e parte da câmara. Após a enchente que inundou parte do Parque Paulista em 1982, a população protestou contra a gestão. Nesse momento, ocorreu o rompimento entre o prefeito Salvarani e o MDB local, que considerou o prefeito fraco e  “cooptado” pelo PDS do governador Maluf . No final de seu mandato anunciou que não iria conseguir regularizar os loteamentos da cidade por falta de recursos, apesar de cobrar o IPTU nessas localidades. Sem a regularização, esses loteamentos não poderiam receber ligações oficiais de água e esgoto. Apesar das diversas promessas de construção de ligações de água, esgoto, iluminação pública, do ginásio municipal e da rodoviária da cidade, Salvarani chegou ao final do seu mandato questionado e com poucas dessas obras realizadas.
Ainda assim, o MDB conseguiu eleger a nova gestão municipal em 1982, com Silas de Oliveira vencendo o vice-prefeito João Caramez (também do MDB) por um voto. 

### Segunda eleição
Em 1983, Jurandir casa-se com Sônia Salvarani e vai passar alguns anos em sua fazenda no Paraná,Jurandir volta a Itapevi em 1987 e se reelege prefeito de Itapevi desta vez pelo PFL e contra o seu ex-amigo João Caramez.

## Ocupações atuais
Entre 2005 e 2012 Salvarani foi secretário do governo de Itapevi das duas gestões de Maria Ruth Banholzer (2005-2012) depois de ser derrotado nas eleições para prefeito em 2000.